# Benāvach
Benāvach (persiska: بناوچ, Benāvaj) är en ort i Iran.   Den ligger i provinsen Kermanshah, i den nordvästra delen av landet, 500 km väster om huvudstaden Teheran. Benāvach ligger 1 454 meter över havet och antalet invånare är 166.
Terrängen runt Benāvach är huvudsakligen kuperad, men åt sydväst är den platt. Runt Benāvach är det ganska glesbefolkat, med 34 invånare per kvadratkilometer. Närmaste större samhälle är Javānrūd, 7,9 km väster om Benāvach. Trakten runt Benāvach består i huvudsak av gräsmarker.